# Chouilly
Chouilly ist eine französische Gemeinde mit 1.062 Einwohnern (Stand: 1. Januar 2022) im Département Marne in der Region Grand Est. Sie gehört zum Arrondissement Épernay und zum Kanton Épernay-2. Die Einwohner werden Chouillats genannt.

## Geographie
Chouilly liegt etwa 26 Kilometer südlich von Reims an der Marne. Umgeben wird Chouilly von den Nachbargemeinden Aÿ-Champagne im Norden und Nordosten, Oiry im Osten, Cramant im Süden, Cuis im Westen und Südwesten, Pierry im Westen sowie Épernay im Nordwesten.

## Bevölkerungsentwicklung
| Jahr                       | 1962 | 1968 | 1975 | 1982 | 1990 | 1999 | 2006 | 2018 |
| -------------------------- | ---- | ---- | ---- | ---- | ---- | ---- | ---- | ---- |
| Einwohner                  | 903  | 976  | 1029 | 1044 | 930  | 873  | 975  | 1018 |
| Quellen: Cassini und INSEE |      |      |      |      |      |      |      |      |

## Sehenswürdigkeiten
- Nekropole „Les nécropoles d’hypogées de La Grifaine et Les Ronds“ aus der Hallstattzeit
- Kirche Saint-Martin, frühere Kapelle der Burg  aus dem Jahre 1478
- Schloss Saran
- Schloss La Marquetterie, weitgehend 1734 erbaut

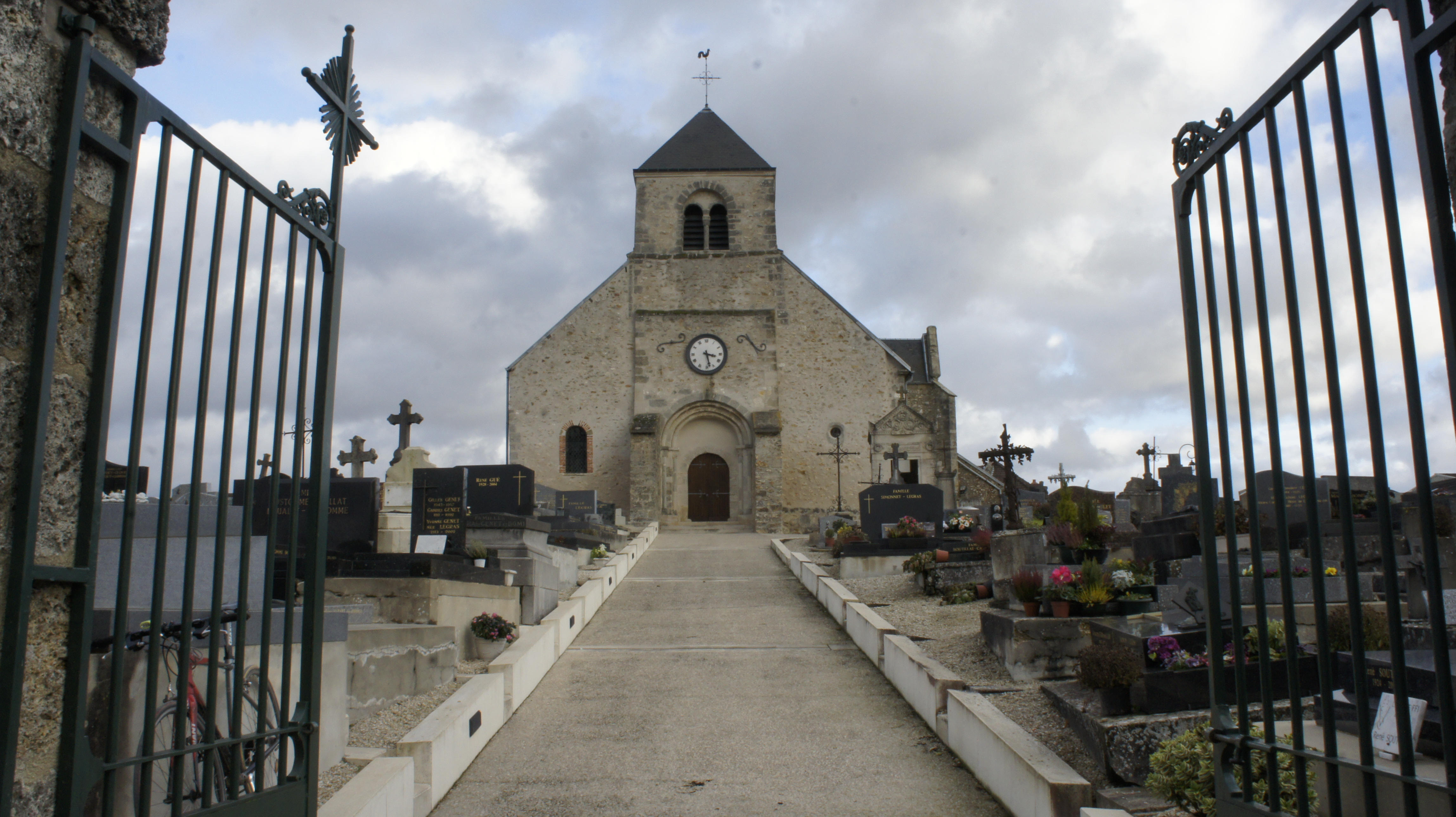
Kirche Saint-Martin

- Park